# Siedziba
Siedziba – według polskiego Kodeksu cywilnego siedzibą osoby prawnej jest miejscowość, w której ma siedzibę organ zarządzający tą osobą prawną. Ustawa lub oparty na niej statut mogą zawierać odmienne postanowienia.
Pojęcie siedziby osoby prawnej umieszczone zostało w art. 41 kc.